# Лесовые Сорочинцы
Лесовы́е Соро́чинцы (укр. Лісові́ Соро́чинці) — село в Прилукском районе Черниговской области Украины. Население — 506 человек. Занимает площадь 1,928 км².
Код КОАТУУ: 7424184901. Почтовый индекс: 17540. Телефонный код: +380 4637.

## Власть
Орган местного самоуправления — Лесовосорочинский сельский совет. Почтовый адрес: 17540, Черниговская обл., Прилукский р-н, с. Лесовые Сорочинцы, ул. Домонтовича, 90а.